# Paramimistena assimilata
Paramimistena assimilata är en skalbaggsart som beskrevs av Holzschuh 1999. Paramimistena assimilata ingår i släktet Paramimistena och familjen långhorningar. Inga underarter finns listade i Catalogue of Life.